# 工藤祐舜
工藤祐舜（1887年—1932年），日籍台灣植物學者，於1928年抵台任臺北帝國大學理農部植物分類學講座教授，同時兼任附屬植物園園長。1929年成立腊葉標本館，為今日臺灣大學植物標本館（TAI）的創立者，並為第一任館長。
在台期間，為「展開地區精密植物調查的開始 」。

## 年表
（選錄，較詳細的工藤生平參閱山本由松《故 工藤祐舜教授の略歷》）
1887年（明治二十年）：出生於秋田縣平鹿郡增田町。
1925年（大正十四年）：被任命為臺灣總督府在外研究員。
1926年（大正十五年）：任臺灣總督府高等農林專門學校教授，同時任在外研究員，出差至英、德、法、美、蘇聯、瑞典六國，歷時二年。
1928年（昭和三年）：來臺任臺北帝國大學教授，擔任理農部植物分類學講座，同時任附屬植物園長。
1929年（昭和四年）：兼任台灣總督府中央研究所技師。
1929年：著作《日本支那產唇形科植物》在《台北帝國大學理農部紀要》上發表。
1929年：十二月腊葉標本館成立，山本由松與鈴木重良在工藤教授的指導下充實了腊葉館。
1930年（昭和五年）：生物學本館竣工（即臺灣大學一號館）。
1931年（昭和六年）：於植物園出版《植物園種子目錄》、《植物園年報》，當時雖然植物園設備不盡完善，但已頗有成績。
1932年（昭和七年）：一月十一日因心臟病逝世於台北，享年四十六歲。

## 其他
例：
- 殼斗科：灰背櫟[4](Cyclobalanopsis hypophaea (Hayata) Kudo)

### 以工藤為名的植物學期刊：KUDOA
工藤逝世後，當時的正宗嚴敬、鈴木時夫、福山伯明等發起發行植物學刊物《KUDOA》以紀念工藤教授。出版初期主要為手抄本，自1933年創刊，1937年停刊， 共計五卷，每卷四期。各期所收錄的文章主要為分類學與生態學的研究，尤以當時學者對台灣各地的資源調查研究為主，偶或有其他類型的文章。